# روبرتو بيرفومو
روبرتو بيرفومو (بالإسبانية: Roberto Perfumo)‏ (3 أكتوبر 1942 في بوينس آيرس - 10 مارس 2016)، كان لاعب كرة قدم أرجنتيني كان يلعب كمدافع. سبق له أن لعب في كأس العالم لكرة القدم مع منتخب بلاده.
وكان بيرفومو الذي اشتهر باسم المارشال عضوا بالمنتخب الذي تأهل إلى دور الثمانية في كأس العالم 1966 بإنجلترا وكان قائدا للأرجنتين في كأس العالم 1974 في ألمانيا الغربية.

## روابط خارجية
- روبرتو بيرفومو على موقع الاتحاد الدولي (مؤرشف)  (الإنجليزية)
- روبرتو بيرفومو على موقع الاتحاد الأوربي (الإنجليزية)
- روبرتو بيرفومو على موقع قاعدة بيانات كرة القدم.إي يو (الإنجليزية)
- روبرتو بيرفومو على موقع ناشيونال فوتبول تيمز (الإنجليزية)
- روبرتو بيرفومو على موقع أوليمبيديا (الإنجليزية)